# Kup Krešimira Ćosića 2015./16.
Kup Krešimira Ćosića za 2015./16. je dvadeset i peto izdanje ovog natjecanja za hrvatske košarkaške klubove kojeg je treći put zaredom i četvrti ukupno osvojila Cedevita iz Zagreba.

## Rezultati

### 1. pretkolo
Igrano 6. prosinca 2015.
| klub1            | rez.  | klub2          |
| ---------------- | ----- | -------------- |
| Grafičar Ludbreg | 77:60 | Borovo Vukovar |

### 2. pretkolo
Igrano 9. prosinca 2015.
| klub1            | rez.   | klub2        |
| ---------------- | ------ | ------------ |
| Grafičar Ludbreg | 103:78 | Vern Zagreb  |
| Stoja Pula       | 66:95  | Jazine Zadar |

### Šesnaestina završnice
Igrano 19. prosinca 2015.
| klub1             | rez.  | klub2                           |
| ----------------- | ----- | ------------------------------- |
| Grafičar Ludbreg  | 53:96 | Škrljevo                        |
| Jolly JBS Šibenik | 94:69 | Ribola Kaštela (Kaštel Sućurac) |
| Zabok             | 46:61 | Alkar Sinj                      |
| Jazine Zadar      | 76:70 | Vrijednosnice Osijek            |

### Osmina završnice
Igrano 22. prosinca 2015.
| klub1             | rez.  | klub2                  |
| ----------------- | ----- | ---------------------- |
| Jazine Zadar      | 71:77 | Gorica (Velika Gorica) |
| Split             | 76:54 | Alkar Sinj             |
| Jolly JBS Šibenik | 89:80 | GKK Šibenik            |
| Zagreb            | 86:81 | Škrljevo               |

### Četvrtzavršnica
| datum              | klub1                  | rez.  | klub2           |
| ------------------ | ---------------------- | ----- | --------------- |
| 25. siječnja 2016. | Gorica (Velika Gorica) | 65:96 | Cedevita Zagreb |
| 29. prosinca 2015. | Kvarner 2010 Rijeka    | 95:68 | Split           |
| 10. veljače 2016.  | Jolly JBS Šibenik      | 68:79 | Cibona Zagreb   |
| 12. siječnja 2016. | Zagreb                 | 70:71 | Zadar           |

### Završni turnir
Igra se 17. i 18. veljače u Zadru u Dvorani Krešimira Ćosića.
| klub1               | rez.          | klub2           |
| poluzavršnica       | poluzavršnica | poluzavršnica   |
| ------------------- | ------------- | --------------- |
| Kvarner 2010 Rijeka | 71:78         | Cedevita Zagreb |
| Zadar               | 82:75         | Cibona Zagreb   |
|                     |               |                 |
| za pobjednika       |               |                 |
| Zadar               | 70:75         | Cedevita Zagreb |

## Poveznice
- A-1 liga 2015./16.
- A-2 liga 2015./16.
- B-1 liga 2015./16.
- C liga 2015./16.